# 3-й бронетанковый корпус
3-й бронетанковый корпус (англ. III Armored Corps) — оперативно-тактическое объединение Армии США, штаб-квартира которого находится в Форт-Кавасосе, штат Техас.
Это крупнейшее объединение Командования Армии США. Вместе с 18-м воздушно-десантным корпусом составляет основу наземных сил Армии США. В корпусе сосредоточена бо́льшая часть бронетанковых бригад (9 из 11), делая его главным бронетанковым кулаком вооружённых сил США.

## История
Красочная история корпуса восходит к 1918 году, когда корпус участвовал в Первой мировой войне, заслужив боевые вымпелы в Третьей битве на Эне и Мёз-Аргоннском наступлении.
Выведенный из строя в 1919 году, корпус был вновь задействован в 1940 году для подготовки боевых дивизий. Во время Второй мировой войны Корпус был развёрнут на Европейском театре военных действий и получил название «Призрачный корпус», нанеся удар по врагу, когда его меньше всего ожидали. Непосредственно принимал участие в Арденнской операции, где корпус прорвал окружение 101-й воздушно-десантной дивизии. Корпус успешно провёл кампанию в Северной и Центральной Европе и создала плацдарм Ремаген, позволив союзникам закрепиться в Германии.
В течение следующих 50 лет корпус был ключевым элементом обучения для Армии США, поскольку он посылал войска за границу во время Холодной войны, Корейской войны и Войны во Вьетнаме. Тем не менее, корпус не осуществлял боевых развёртываний до операции «Иракская свобода» в 2003 году.
Выведенный из строя в 1946 году, корпус был восстановлен в 1951 году и пребывал на действительной службе до 1959 года. Выведенный из строя в том же году, он быстро вернулся на службу в Форт-Худ во время Берлинского кризиса в 1961 году. В 1962 году корпус был включен в состав Стратегического армейского корпуса Армии США (U.S. Army Strategic Army Corps).
Во время вьетнамского конфликта Корпус обучил и развернул два штаба полевых сил и множество подразделений боевой и служебной поддержки общей численностью более 100 000 человек.
В последние годы силы III корпуса участвовали и поддерживали операции по всему миру, включая Гренаду, Панаму, Гондурас, Саудовскую Аравию, Кувейт и Ирак, а также оказывали гуманитарную поддержку операции «Восстановление надежды» в Сомали. Подразделения Корпуса оказывали поддержку операции «Совместные усилия» в Боснии и Герцеговине.
В течение многих лет основным направлением деятельности III корпуса было укрепление НАТО. Поскольку мир и Армия США изменились, Корпус также изменился и расширил свою направленность, чтобы быть готовым к развёртыванию в любом месте и в любое время.
С годами Корпус стал известен как «Бронетанковый корпус Америки» (America’s Armored Corps). В 21 веке корпус стал главной наземной силой США. В знак признания, генерал-лейтенант Роберт Уайт изменил предпочитаемое наименование на III бронетанковый корпус (III Armored Corps).

## Эмблема
III корпус был организован в составе Регулярной армии в мае 1918 года в Мюсси-сюр-Сен, Франция, а в декабре того же года «чеснок» был утверждён в качестве его геральдического символа. Трёхконечная конструкция представляет собой числовое обозначение корпуса.
Как геральдический символ Корпуса, чеснок несёт с собой столетия военных сражений. Это простое, но дьявольское устройство, состоящее из четырех шипов или наконечников, расположенных так, что, каким бы образом его ни бросили на землю, он опирается на три и представляет собой четвёртое вертикальное положение. С древних времен его использование можно проследить до битвы при Каррах в 53 году до н. э. — чеснок служил для замедления продвижения войск, особенно лошадей, колесниц, боевых слонов, верблюдов и, совсем недавно, наземных транспортных средств, оснащенных пневматическими шинами. Во время Второй мировой войны большие объекты в форме чеснока, сделанные из железобетона, использовались в качестве противотанковых средств. А во время Корейской войны «чеснок» эффективно использовался силами Организации Объединённых Наций против китайских пехотинцев.
Эмблема корпуса на рукаве (SSI) была утверждена генерал-адъютантом Американских экспедиционных сил 3 декабря 1919 года. Он был утверждён Военным министерством 17 июня 1922 года. В настоящее время он состоит из синего чеснока с одной точкой вверх, белого равностороннего треугольника с одной точкой вниз в центре и обведен зеленым цветом.
Отличительная эмблема подразделения (DUI) состоит из желтого щита, на котором расположен синий чеснок с одним острием вверх. В центре чеснока находится белый равносторонний треугольник, обращённый одной точкой вниз. Жёлтый цвет намекает на броню.
Синий и белый — разрешённые цвета, используемые в отличительных флагах для обозначения III корпуса.

## Состав

### 1989
- Управление корпуса (Форт-Худ)
- 1-я кавалерийская дивизия (Форт-Худ/Зутендал, Брюнсюм, Эйгелсховен, Гроббендонк)
- 2-я бронетанковая дивизия (Форт-Худ/Мёнхенгладбах, Штрален, Кевелар)
- 5-я механизированная дивизия (Форт-Полк/Тер-Апель, Куворден, Вризенвен)
- 3-й бронекавалерийский полк (Форт-Блисс/Мёнхенгладбах, Кевелар)

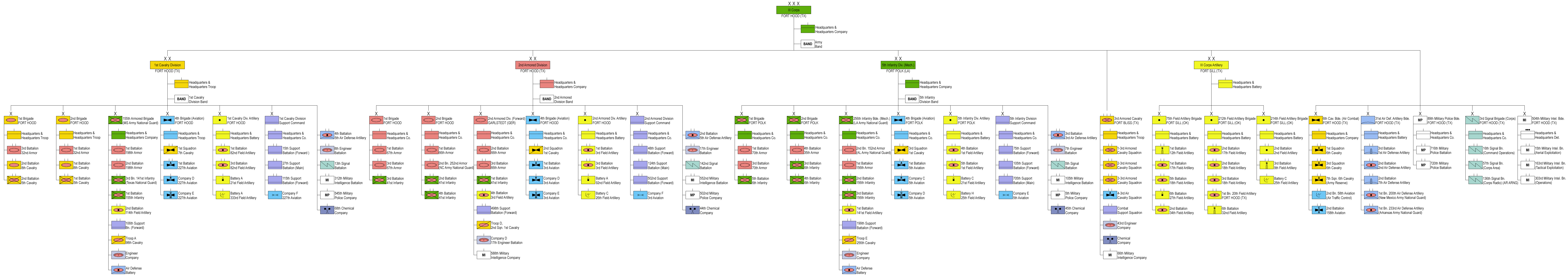
3-й армейский корпус в 1989 году.

- Артиллерийское командование (Форт-Худ)
  - 75-я артиллерийская бригада (Форт-Силл)
  - 212-я артиллерийская бригада (Форт-Силл)
  - 214-я артиллерийская бригада (Форт-Силл)
- 6-я бригада армейской авиации (Форт-Худ)
- 31-я бригада ПВО (Форт-Худ)
- 89-я бригада военной полиции (Форт-Худ)
- 3-я бригада связи (Форт-Худ)
- 504-я бригада военной разведки (Форт-Худ)

### 2021
- Управление корпуса (Форт-Кавасос)

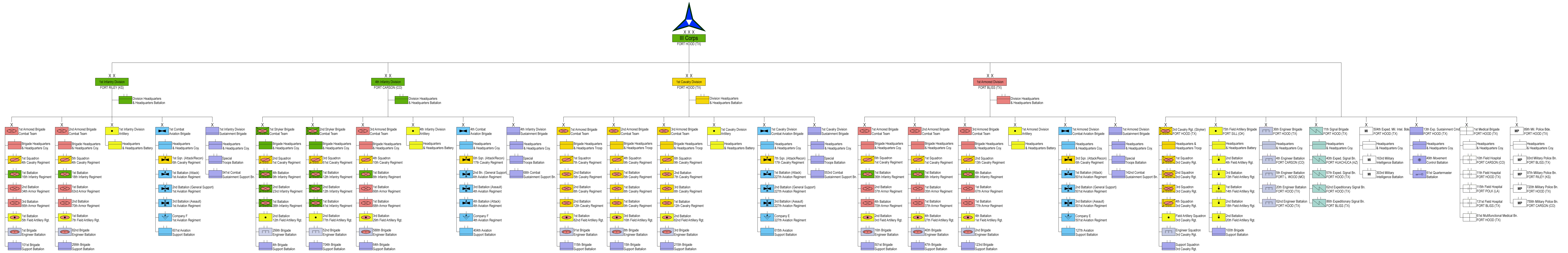
3-й бронетанковый корпус в 2021 году.

- 1-я кавалерийская дивизия (Форт-Кавасос)
- 1-я бронетанковая дивизия (Форт-Блисс)
- 1-я пехотная дивизия (Форт-Райли)
- 4-я пехотная дивизия (Форт-Карсон)
- 3-й кавалерийский полк[5] (Форт-Кавасос)
- 75-я артиллерийская бригада (Форт-Силл)
- 36-я инженерная бригада (Форт-Кавасос)
- 11-я бригада связи (Форт-Кавасос)
- 504-я экспедиционная бригада военной разведки (Форт-Кавасос)
- 13-е экспедиционное управление поддержки (Форт-Кавасос)
- 1-я медицинская бригада (Форт-Кавасос)
- 89-я бригада военной полиции (Форт-Кавасос)